# Statens Netbibliotek
Statens Netbibliotek er et virtuelt bibliotek med én samlet indgang til statsligt udgivne netpublikationer. Statens Netbibliotek er udviklet af Det Administrative Bibliotek i samarbejde med Det Kongelige Bibliotek og DBC. 
Det Administrative Bibliotek sørger for høstning og permanent opbevaring af netpublikationerne, der udgives af ministerier, styrelser, direktorater og visse andre statsinstitutioner med administrative forpligtelser.
I Statens Netbibliotek kan der søges, printes og downloades frit for alle. Publikationerne er også tilgængelige via bibliotek.dk.